# 디지몬 크로스워즈의 등장인물 목록
디지몬 크로스워즈의 등장 인물(일본어: デジモンクロスウォーズの登場人物)는 애니메이션 "디지몬 크로스워즈"시리즈에 등장하는 가공의 캐릭터 및 연관된 세계의 내용을 설명한다.

## 등장인물

### 주요인물

#### 제네럴
쿠도 타이키(강태성)
- 성우: 타카야마 미나미 / 김영은

본작의 주인공으로 1/2기에서는 13세의 중학교 1학년. 크로스하트의 제네럴. 머리의 고글이 트레이드 마크이며, 아이디어가 번뜩이면 손가락을 튕기는 행동을 하기도 한다. 레드 크로스로더를 가지고 있다. 스포츠 트레이너인 아버지가 전국을 돌아다니며 일을 하시고 계시기 때문에 평소에는 어머니(성우 - 쿠와시마 호우코)와 둘이서 생활을 하고 있다.
"내버려 둘 수 없어"가 말버릇. 남보다 더 정의감이 강하고, 타인의 고민에 대해 관여하지 않을 수 없는 호인이며, 남을 돕기 위해서라면 자신의 몸도 돌보지 않는다. 하지만 그 성격 때문에 무리를 너무 해서 모든 것이 끝난 후에 지쳐버리는 경우가 많이 있으며, 주위 사람을 걱정시키고 있다. 디지털 세계에 소환되어 샤우트몬 일행과 함께 싸우게 된 것도 '내버려 둘 수 없는' 성격에 기인하는 부분이 크다.
이 버릇의 근원은 어릴 적에 길가에서 상태가 안 좋아 보이는 동급생 소년에게 말을 걸자 "내버려 둬"라는 말을 듣고, 그대로 가버린 결과, 곧 그 소년이 병원으로 실려가 반 년간 학교를 쉬게 됐다는 쓰라린 경험의 자책감으로 인한 것이다. 이 버릇은 동료들로부터 존경받는 요소 중 하나인 반면, 아카리에게서도 '좋은 점'으로 인식되는 동시에 "나쁜 습관"으로 비난받고 있다.
신체 능력이 매우 높고, 현실 세계에서는 모든 스포츠와 경기에서 용병으로서 폭넓게 활약하고 있으며, 제 3기에서는 자신의 활동과 병행하여 계속하고 있다.
행동파답게 성미는 똑바르면서도 때로는 기책을 부리거나 적의 책략을 재빨리 간파해 대처하는 등 냉정한 두뇌파로서의 일면도 가지고 있다. 그래서 때로는 전략을 위해서나 다양한 상황 타파를 위해 목숨을 걸고 행동한 적도 있다.
위와 같은 천재적인 신체 능력과 두뇌에 대해 유우는 부러움을 넘어 특별한 시선으로 보고 있었지만, 본인은 천재라는 의식은 없다. 사실, 완전무결한 것은 아닌 것으로 묘사되어 있으며, 동료의 죽음 등을 목격하면 깊은 상처를 입어 눈물을 흘리고, 때로는 절망한 적도 있다. 또한 3기에서는 아카리와의 사이를 얼버무리고 수줍어 하는 드문 표정을 보였으며 타기루는 이를 가지고 놀리기도 했다.
올바른 마음을 가진 자라면 적조차 어떻게든 구하려고 하기 때문에 그 점을 약점으로 키리하에게 종종 지적되고 있으며, 자신도 전투를 통해 지적대로 '반드시 올바른 결과를 초래하지 않는다는'것을 배웠다.
제2기 54회에서 바그라몬에 의해 한 번 아카리, 젠지로우와 함께 도쿄에 돌아가서 타크티몬과의 결전 후 샤우트몬과 함께 다시 디지털 월드로 여행을 떠났다. 이 때에 의상이 바뀌었다.
제 3기에서 진급하여 2학년이 되었으며, 다시 의상도 바뀌었다. 스트리트 농구 팀 "크로스하트"의 주장을 맡아 타기루가 디지몬 헌팅에 목을 매고 있다는 것을 알고 내버려 둘 수 없게 되어 자신도 디지몬 헌팅에 참여하기로 결정한다. 또한 이 세계를 구한 인간들의 리더이기 때문에 이 시점에서 그는 세계를 구한 영웅 중 한 명으로 꼽히고 있으며, 브레이브 스내처를 회수하기 위한 필요 인원으로 선정되었다. 그 때문에, 시계방 할아버지에게 '영웅'이 참가하면 헌터들의 게임 밸런스가 흐트러 때문에 헌팅에 참가하지 않는 것이 좋다"는 말을 들었다.
제 3기 마지막 편에서 아스타몬에게 조종 당한 료마에 의해 깊은 상처를 입어 전투 불능이 되며, 자신의 고글을 잃은 타기루에게 자기의 고글과 뒤를 부탁하고, 타기루가 쿼츠몬을 헌팅한 후, 타기루를 칭찬했다.
이름의 유래는 '大器'= 그릇의 큰 인간에서 유래.
아오누마 키리하(차도혁)
- 성우: 쿠사오 타케시 / 강호철

강태성의 라이벌과 같은 존재로, 블루 플레어의 제네럴. 엘리트 중학교에 다니는 1학년인 13세로, 파란색 크로스로더의 소유자. 디지털 세계에서 천재적인 군략과 강력한 직속 디지몬으로 많은 디지몬을 평정했다.
힘에 집착하고 있으며, "힘으로 밖에 슬픔은 달랠 수 없다"는 신념을 가지고 있다. 그 때문에, 냉철하며, 약한 것은 가차 없이 내버리는 주의이며, 강태성의 소질을 알아보고 부하가 되기를 권하였지만, 생명을 소중히 하지 않는 녀석과는 어울릴 수 없다며 거절당했다. 이렇게 자신의 신념과 역량을 과신하고 있는 점이 있어서 자신의 파멸과 실태를 초래하는 경우도 종종 있다.
그러나 처음부터 철저하게 냉철한 인물이었던 것은 아니고, 레이크 존에서는 강태성에게 협력하는 등, 강태성이 말하길 '어두운 점' 이외의 부분도 보이고 있다. 또한 제멋대로인 바스테몬 대해 자신의 페이스를 무너뜨리기 때문에 서투른 의식을 보여주고 그것에 대해 대화 시에는 그때까지 없었던 부드러운 표정을 보인 적이 있다.
제 2기에서는 복장과 머리 모양이 크게 변화하고 강태성과 재회하기 전까지는 자신의 군대를 이끌고 바구라 군에 대항하는 세력으로 분투하고 있었지만, 데스 제너럴을 전복하기까지에는 이르지 않았다. 그러나 재회 후 바구라 군을 물리치기 위해 크로스하트와 조금씩으로 공투하게 된다. 그러나 어디까지나 일시적으로 목표를 동일한 정도에 지나지 않기 때문에 종종 키리하의 판단으로 다른 조치를 취하는 경우도 있었다.
그라비몬과의 싸울 때, 그가 실은 아오누마 그룹의 후계자 인 것과 부모(성우 - 다이고·엔도 모리야, 마리아·요시카와 미라이)가 다른 세계에 있었던 것이 발각된다. 어려서부터 다이고보다 '약한 자는 무가치하다'는 신념으로 엄격하게 길러진 경험과 사고로 부모가 죽은 후에 그룹을 바로 빼앗겨 버린 것이 힘에 고집하는 이유로 밝혀졌다.
이 전투 때 데커드라몬의 희생과 함께 돌아가신 부모님의 엄격함 속에서 진정한 마음을 깨닫고 자신이 추구해야 할 힘의 본질을 이해하여 정신적 성장을 달성했다. 이후 강태성 일행과 진정한 의미의 동료로서 지내게 되었다.
데커드라몬의 죽음은 키리하에게 크게 작용해, 후반에서는 종종 데커드라몬의 부활을 바라고 있는 것을 말하게 되고 마지막 회에서 소원이 이루어 졌을 때는 눈물조차 보였다.
제 3기에서는 미국에 있었지만, 그레이몬 일행과 합류했으며, 시계방 할아버지의 요청으로 디지털 쿼츠 사건에 대해 세계를 돌면서 독자적으로 조사하고 있었다. 남쪽의 섬에서의 전투에서 강태성 일행과 다시 만나 함께 싸운 후 일본(한국)이 싸움의 중심인 것을 전하고 동시에 뒷일을 그들에게 맡겼다. 지금까지의 싸움을 통해 내면도 크게 성장 및 변화하고 강태성의 방심에 대해 쓴소리를 하면서도 온화하게 대하고 있다. 또한 다시 등장할 때에는 파카를 걸쳐 입고 있었지만, 최종 결전 때는 착용하지 않았다.
이름의 유래는 냉정하고 날카로우며 상대를 무찌를 힘을 가진 캐릭터를 직원이 구축하였으며, 그 '냉정'과 '돌진'라는 이미지의 어감에서 유래.
아마노 네네(노유라)
- 성우: 쿠와시마 호우코 / 이주희

강력한 전사를 찾고 있는 수수께끼의 미소녀. 때로는 쿠도 타이키(강태성)을 돕기도 하고, 아오누마 키리하(차도혁)과 신생제국을 돕기도 한다.
남동생 아마노 유우(노유빈)를 구하기 위해 다크나이트몬에게 협력하여 다크니스 로더를 가지고 있다가 본격적으로 크로스하트의 일원이 되면서 연보라색 크로스로더를 얻게 된다. (만화판에서는 유라에게 남동생이 아니라 여동생 코토네가 있다.)
데스제네럴 시리즈에서 다양한 디지몬 코스튬을 선보였고, 소년헌터 시리즈에서는 아버지의 반대를 무릅쓰고 홍콩의 아이돌로 데뷔를 했다.
아마노 유우(노유빈)
- 성우: 오키 카나에 / 김현지

노유라의 동생. 천재인데다 잘생기기까지 해서 소년헌터 시리즈에서는 팬클럽도 있다.
데스제네럴 시리즈에서부터 본격적으로 등장하고, 그 전 시리즈에서는 실루엣이나 회상장면으로만 나온다. 중학교 1학년. 13세.
유라는 노유빈이 다크나이트몬에게 인질로 잡혀있다고 알고 있었기 때문에 다크나이트몬에게 억지로 협력하고 있었다.
정작 노유빈은 다크나이트몬에게 인질로 잡혀있는 게 아니라 속아 넘어가서, 자신의 의지로 트와일라잇의 제너럴로서 활동하고 있었다. 네네의 말로는 ‘옛날은 겁쟁이이지만 누구보다 생명을 소중히 하는 상냥한 아이’였지만, 디지털 월드에 오고 나서는 호전적인 성격을 보였다.
실은 자신이 있는 디지털 월드는 게임의 세계이고 디지몬들도 디지털 월드에 있는 사람들도 ’게임의 데이터’라고 알고 있어서 디지몬을 죽이는 것뿐만 아니라 친누나인 유라를 해치려고까지 한다.
그러나 헬즈필드의 싸움을 통해 디지몬이 단순히 게임 속 존재가 아니라는 것을 알게 되고, 강태성을 죽여 버렸다는 착각과 다메몬의 죽음, 다크나이트몬으로부터 들은 사실들로 인해 정신적으로 혼란스러워진다.
하지만 다메몬의 부활 가능성이 있는 것을 알고 지금까지의 속죄를 위해서 디지털 월드와 인간계를 지키기 위해서 싸우는 일을 결의한다. 그 증거로 데스제네럴 시리즈 최종화에서, 다크니스로더가 노란색 크로스로더로 변화한다.
소년헌터 시리즈에서는 쿠도 타이키(강태성), 타기루와 같은 학교를 다니고 있다. 59화(3기 5화)부터 크로스로더를 사용하게 된다.

#### 헌터
아카시 타기루(나우진)
- 성우: 이노우에 마리나 / 김율

3기의 주인공. 중학교 1학년. 강태성, 노유빈 길거리 농구 팀 ’크로스하트’에 가입했다.
활달하지만 냉정하게 사물을 볼 수 있는 강태성과는 대조적으로, 열중하면 주위가 안보이게 되는 분별없는 성격인데 종종 그것이 화근이 되어 큰일을 벌인다. 그러나 강태성은 그런 타기루의 모습을 보고 ‘한 때의 파트너를 생각해 낸다’라고 말을 흘리고 있다.
타인의 터무니 없는 행동을 눈앞으로 하거나, 가끔 자신의 분별 없음을 반성하기도 하는 등 자신을 반성할 수가 있는 면도 가지고 있다.
강태성을 존경하는 동시에 그를 넘는 존재가 되고 싶다며 스포츠나 게임을 불문하고 무엇인가 강태성보다 우수한 요소는 없는지 찾고 있다. 그러나 같이 강태성을 존경하는 노유빈에서는 종종 라이벌 의식을 태워 빈정거려지는 일도 자주. 또, 강태성을 흉내내 고글을 쓰고 있다.
수수께끼의 그림자를 쫓아 ‘디지쿼츠’에 헤맨 것으로 가무드라몬과 만나, 디지몬이나 디지몬 헌트를 알게 된다.
그 후 시계가게의 할아버지와 만나 크로스로더를 받아, 파트너의 가무드라몬과 함께 디지몬 헌트에 참가한다.
모가미 료마(최지석)
- 성우: 카키하라 테츠야 / 심규혁

디지몬 헌터의 한 사람으로, 팀 안에 있어서의 중심적 존재.
계산 실력이 높고, 언제나 미소를 띄우고 있는 냉정하고 여유가 있는 성격의 소년. 초록색의 크로스 로더의 소유자.
샤우트몬 X7 슈페리얼 모드를 직접 목격했고, 그 때부터 강태성씨를 존경하고 있다.
헌팅할 때에는 렌이나 아이루과 함께 행동하고 있다.
토바리 렌(한정호)
- 성우: 쿠와시마 노리코 / 김도영

료마와 함께 행동하고 있는 쿨한 성격의 디지몬 헌터. 회색의 크로스로더의 소유자.
스자키 아이루(서채린)
- 성우: 한 메구미 / 윤아영

료마와 함께 행동하고 있는 디지몬 헌터의 소녀. 귀여운 것을 좋아해서, 1화에서는 가무드라몬의 포획을 노리고 있었다. 분홍색의 크로스로더의 소유자.

#### 협력 · 관계자
히노모토 아카리(이해나)
- 성우: 시라이시 료코 / 김하영

강태성과 젠지로보다 한 살 연하로 초등학교 6학년(1, 2기), 중학교 1학년(3기). 강태성과는 소꿉친구로 앞뒤 생각하지 않고 남을 도와주려 하는 강태성을 중간에서 제지하는 등의 행동을 하며 자칭 '강태성 매니저'이다.
남동생이 셋 있으며, 부모 포함 여섯 가족.
3기에는 강태성과 다른 중학교를 다니고 있다.
츠루기 젠지로(최강찬)
- 성우: 키시오 다이스케 / 남도형

강태성의 동급생으로 자칭 〈강태성의 영원한 라이벌〉.
기계를 다루는 실업가 부모님을 둔 덕분에 기계에 밝아서 때때로 바리스타몬을 수리해주기도 한다.
검도를 배웠지만 (검도초보라고 주장하는) 강태성에게 패한 것을 계기로 강태성을 라이벌 취급하고 있다.
3기 때에는 63화 마지막부분에 나왔는데 시계점 할아버지 어디냐고 촐랑된다.
시계점 할아버지
성우: 쿠사오 타케시 / 안장혁
나우진의 앞에나타난 로인으로 나우진에게 크로스로더를 준 장본인. 검은 크로스로더를 가지고 있다.

### 크로스하트

#### 강태성의 크로스로더
샤우트몬
- 성우: 사카모토 치카 / 조현정

강태성의 파트너 디지몬으로 디지몬 킹이 되려고하는 열혈 디지몬.
스탠드 마이크처럼 생긴 무기인 마크필드를 사용하며, 엄청나게 큰 목소리를 확장시켜 살인급 노래로 공격한다.
3기 때는 디지몬 킹이 되었지만 가무드라몬 때문에 고민이 많다.
- 샤우트몬X2

샤우트몬이 바리스타몬과 디지크로스한 형태.
- 샤우트몬X3

샤우트몬X2가 도루루몬과 디지크로스한 형태.
- 샤우트몬X4

샤우트몬X3가 스타몬즈와 디지크로스한 형태.
- 샤우트몬 X4B

샤우트몬X4가 크로스워즈의 X의 베르제브몬과 디지크로스한 형태.
- 샤우트몬 X5

샤우트몬 X4가 스패로우몬과 디지크로스한 형태.
- 오메가샤우트몬

샤우트몬이 진화한 형태.
- 샤우트몬 DX

오메가샤우트몬이 지크그레이몬과 더블 크로스한 형태.
- 샤우트몬 X7

샤우트몬 DX가 바리스타몬, 도루루몬, 스타몬즈, 스파로우몬이 그레이트크로스한 형태.
바리스타몬
- 성우: 쿠사오 타케시 / 김디도

투구벌레처럼 생긴 머신형 디지몬. 말수가 적지만 무척이나 믿음직한 샤우트몬의 파트너이다.
전투에서는 단단한 장갑을 활용한 격투전이나 복부의 스피커에서 발생되는 고주파를 이용해 상대를 공격한다.
도루루몬
- 성우: 사쿠라이 타카히로 / 이장우

마리와 어깨, 꼬리 끝에 드릴이 달린 야수형 디지몬. 큐트몬의 보호자로 언제나 같이 다닌다.
스타몬즈(리틀스타몬과 여러마리의 피크몬들)
- 성우: 시마다 빈, 키쿠치 코코로 / 심규혁

별모양을 한 디지몬으로 선글라스처럼 생긴 눈이 특징. 피크몬은 삼각김밥처럼 생겼으며 디지크로스를 통해 스타소드라는 무기로 변신한다.
큐트몬
- 성우: 쿠와시마 호우코 / 조경이

토끼를 닮은 디지몬. 눈물과 슬픔을 싫어한다.
지지몬
- 성우: 시마다 빈/ 이재범

궁극체. 샤우트몬들의 고향인 ‘미소의 마을’의 장로. 크로스하트와 동행하고 있다.
디지털 월드의 역사에 대해 자세하고, 강태성 일행에게 가르쳐 준다.
코믹스판에서는 기본적인 설정은 애니메이션판과 같다.
돈도코몬
- 성우: 사쿠라이 타카히로/ 고구인

일본식 북과 같은 모습의 악기형 디지몬.지지몬 같이, 원래는 미소의 마을의 주민으로, 그와 함께 크로스하트와 동행하고 있다.
에도 사람 어조이다.
헤븐존으로 상을 부순 범인으로서, 경찰이 잡을 수 있었던 적이 있다.
코믹스판에서는 기본적인 설정은 애니메이션판과 같다.
치비카메몬
- 성우: 시라이시 료코 / 이보희

카메몬을 작게 한 것 같은 디지몬. 통상의 카메몬과는 달라 헬멧이 완전하게 눈을 가리지 않았다.
원래는 아일랜드 존의 주민으로, 네프트몬과의 싸움으로 샤우트몬 X2와 디지크로스를 해 싸운 것을 계기로 크로스하트에 가입한다.
나이트몬
- 성우: 테라소마 마사키 / 임경명

완전체. 레이크 존에서 바스테아성의 수호 대장인 크롬디지조이드제 투구와 갑옷을 입은 전사형 디지몬. 호수에 가라앉아 사라져 가고 있던 것을 강태성에 의해 구출 되었다.
샤우트몬 X4와 디지크로스 해 샤우트몬 X4K가 되어 왕펭귄몬을 격파, 바그라군을 섬멸한 것으로, 강태성을 존경하는 뜻을 나타내 크로스하트에 가입했다.
단체로의 전투력이 높고 집단전 때는 폰체스몬즈와 함께 잘 불러내어진다.
사용하는 기술은 폰체스몬즈와의 합체기술 ‘외통수 브레이크’ 등. 또, 폰체스몬즈와 함께 방패를 내거는 것으로 배리어를 칠 수도 있다.
폰체스몬(백)
성장기. 특히 언급은 되어 있지 않지만, 전원 종래에 말하는 흰 분이다.바스테성에서 병사를 하고 있었다.
나이트몬과 함께 디지크로스해, 샤우트몬 X4K가 된 것으로부터 크로스하트에 가입한다. 얼굴을 가리는 것은 전투시 이외는 제외하고 있는 것 같다.
픽크몬즈와 같이 의사 통일이 이루어지고 있는 것은 아니고, 아카리와 젠지로우의 ‘러브 러브 댄스’때, 대부분은 나이트몬과 함께 춤추고 있었지만 1체만 베르제브몬등과 함께 멀어진 장소에 있었다.
바스테몬
- 성우: 카사이 토모미(AKB48) / 조경이

완전체. 고양이의 여신이라고도 불리는 수인형 디지몬. 원래는 레이크존의 바스테아성의 공주였다. 그러나 하루의 3분의 2는 자고 있어 어조는 단정하지만 대단히 마이 페이스인 공주이다. 행동 원리도 고양이 그 자체.
강태성에 반해 끈적끈적한 행동을 하고 있던 것을 아카리가 질투해 리리스몬에게 유혹당하는 원인을 만들었다. 크로스하트에도 가벼운 김으로 가입한 것 같다.바스테아성으로부터 디지메모리를 가져오고 있었지만, 아르카디몬과의 싸움까지 말하는 것을 잊고 있었다.
노유빈을 지키고있던 츄츄몬을 해치운 적이 있다.
리볼몬
- 성우: 미나가와 쥰코 / 김성연

성숙기. 샌드 존의 거주자. 권총과 같은 몸을 한 돌연변이형 디지몬.
스콜피온몬 등에 쫓기고 있던 강태성들을 도와 트레이닝 전기밥통 헌터를 자칭해 파라오몬 아래에 강태성 일행을 불렀다.
실은 파라오몬의 부하로, 강태성들이 코드 크라운을 얻는 데에 적당한가를 알아보기 위해서 가까워졌다.
주로 수색등을 자랑으로 여기고 있는 것 외에 전투에서도 높은 능력을 가지고 있어 사이버랜드에서는 대활약했다.
강태성들과 함께 싸워, 샌드존이 이제 괜찮은 것을 지켜본 다음은 크로스하트에의 가입을 지원했다.
바알몬
- 성우: 키시오 다이스케 / 심규혁

바그라제국으로 고용해지고 있던 디지몬. 과묵하고 감정을 겉으로 표현하는 일은 적다.
블래스트몬의 공격을 피하거나, 눈치 채이기 전에 택티몬의 배후에 서는 등 높은 전투력을 가졌지만 바그라 제국에서는 손님으로서의 취굽을 당하고있다.
원래는 샌드존의 번창한 도를 지키는 ‘여신의 전사단’의 유일한 생존자. 유소의 무렵부터 전사가 되기 때문에의 수행을 거듭하고 있어 스승이며, 여신의 전사단에서 톱의 실력을 가지는 엔제몬에 뒤잇는 실력을 가지고 있었지만, 여신에 전사로서 선택되지 않고, 고뇌의 날들을 보내고 있었다. 어느 날, 전사단의 동료들이 누군가에게 조종되어 서로 죽고 죽이는 사건이 일어나 유일하게 조종되지 않았던 바알몬은 몸을 지키기 위해서 전사단과 싸우지 않을 수 없게 되어, 전사단이 전멸 하게 된다.동료를 손에 걸친 것을 깊게 신경쓰고 있어 바그라군에 협력하면서, 전사단을 조종한 사람을 찾고 있었다.
샌드존을 방문한 강태성의 생명을 노리고 있었지만, 후에 화해한다. 그 후, 여신의 전사단을 괴멸에 몰아넣은 리리스몬과 대치하지만, 그녀의 독사의 이빨에 당한 후 빈사 상태가 되어, 강태성의 노력과 여신의 힘을 받아 베르제브으로 전생한다.
베르제브몬 XVer.
마왕형 디지몬.
리리스몬의 공격으로 빈사 상태에 빠진 바알몬이 여신의 힘을 받아 환생 했다.
기계와 같은 신체에 칠흑의 날개가 나 오른 팔이 기관총과 일체화한 거대총 ‘베렌헤이나 SDX’를 장비하고 있는 등 ‘테이머즈’의 블러스트 모드에 가까운 디자인이다.
샌드존의 한 건으로 강태성들에게 협력하게 되지만, 크로스로더 없이 단독으로 디지털 공간을 이동할 수 있기 위해 떨어져 행동하는 것이 많아, 일정한 존에서는 등장하지 않는 것도 있다. 합류 때는 검은 깃털이 하나 떨어져 내리는 연출이 있다. 데스제네럴 시리즈에서는 강태성들과 동행한다.
사용하는 기술은 ‘데스·더·캐논’ 등. 또 스타몬즈와 디지크로스 하는 것으로 합체기술 ‘메테오·캐논’을 사용할 수 있어 리볼몬과 디지크로스 하는 것으로 합체기술 ‘데스·더·캐논·스파이럴’을 사용할 수 있다.
와이즈몬
- 성우: 하야미 쇼 / 신용우

완전체. 마인형 디지몬. 디지털 월드가 분열한 직후부터 존의 틈을 떠도는 책 안에서 연구에 몰두하고 있었다.
알카디몬의 습격으로 동료와 떨어지게 된 된 강태성을 우연히 발견해, 실험동물로서 해부하려고 하지만, 공복이었던 것을 도와 주었기 때문에 멈춘다. 그 후, 강태성에게 디지털 월드의 정체와 진실을 이야기해주며 연구로 돌아오려고 하지만, 강태성의 ‘내버려 둘수 없어’에 마음을 움직여지고 손을 빌려 준다. 그리고 실험동물인 강태성의 연구를 계속하고 싶다고 하는 이유로 크로스하트에 가입한다.
가입 후에 동료의 디지몬의 신체를 해석하거나 블래스트몬의 분신 능력을 눈치채는 등 팀의 일원으로서 행동하는 모습도 볼 수 있게 되었다.
릴리몬
- 성우: 키쿠치 코코로 / 이보희

완전체. 요정형 디지몬. 원래는 미소의 마을의 거주자.
샤우트몬과는 소꿉친구이며, 데스제네럴 시리즈에서는 드래곤 랜드에서 강태성,사우트몬과 재회한다.

#### 노유라의 크로스로더
스패로우몬
- 성우: 키쿠치 코코로 / 장경희

노유라의 부하의 조형 디지몬.
소형 전투기와 같은 모습으로, 베르제브몬도 능가하는 매우 높은 비행 능력을 가진다.
모니터몬즈
- 성우: 마루야마 유코 / 고구인, 김나율, 김연아

언제나 노유라에 수행하고 있는 브라운관 TV형의 닌자 디지몬. 3체 있어, 모니타몬끼리의 정보의 공유화를 할 수 있다. 이것은 있는 모니타몬이 숨어 견문 한 정경을, 다른 장소에 있는 네네가 다른 모니타몬을 통해서 알 수 있는 것이어, 이것에 의해 노유라는 다른 제너럴보다 정보 수집 능력에 대해 유리한 위치에 서있다.
디지몬 워칭이 취미로, 직접 배틀에는 참가하지 않고, 중립적으로 실황하는 언동이 많다.
하이비전모니터몬
24화로 붉은 모니터몬 3체가 네네의 크로스로더의 힘으로 디지크로스 한 형태. 체색은 흑으로, 낙제라고는 생각되지 않는 만큼 재빠르게 되어, 기술도 강력하게 되는 등 전투력이 큰 폭으로 상승하고 있다.
모니몬
텔레비전형 디지몬으로 모니터몬으로 진화하기 전의 모습. 등장은 얼마 안 되지만, 네네에게 안긴 적이 많다.
노유라가 강태성과 함께 가는 길을 선택한 것, 노유라 자신이 크로스하트의 일원이라고 선언한 것에 의해 크로스하트에 가입한다. 24화에서는 시노비존의 거주자로서 다른 모니몬이 등장하고 있다.
메르바몬
- 성우: 시라이시 료코 / 김윤미

허니랜드에서 레지스탕스 활동을 하고 있는 신인형 디지몬. 여장부형으로 호쾌한 성격. 당초는 강한 사람아래를 뒤따라, 약한 사람에게 손을 드는 남동생과 소멸하지 못하고 계속 괴로워하는 동료들의 사이에 흔들리면서, 동생인 이그니트몬이 더 이상 동료에게 손을 대지 않도록 넘어뜨려서라도 멈추려 하고 있었지만, 노유라의 활약으로 넘어뜨리지 않고 멈출 수 있어 그 후 자미엘몬을 넘어뜨린 다음은 허니랜드를 이그니트몬에게 맡기고, 네네를 돕기 위해서 크로스하트에 가입하면 네네의 파트너가 된다.
제트메르바몬
메르바몬과 스패로우몬이 디지크로스 한 형태. 비행 능력이 갖춰지고, 양어깨에 스파로우몬의 총이 장비된다.

#### 나우진의 크로스로더
가무드라몬
- 성우: 와타나베 쿠미코 / 박고운

3기 주역 디지몬. 디지털 월드에서 No.1의 망나니.
너무나 난폭이기 때문에 형인 신생 디지털 월드의 임금님인 샤우트몬이 화가 나 반성 공간에 유폐되고 있었다.
그 때, 디지털 위기가 일어나, 다른 디지몬들과 함께 인간계에 떨어져 버렸다. 헌터에게 추적당하고 죽음에 걸려 있었지만, 나우진과 의기 투합해 헌팅으로 디지몬의 슈퍼스타를 목표로 한다.
진심으로 샤우트몬에 인정되고 싶으면 바라는 마음은 타키루와 강태성의 관계와 싱크로. 초진화하고, Ω(오메가) 샤우트몬과 같은 전투력이 비슷한 모습, 아레스타드라몬이 될 수 있다.
아레스타드라몬
긴고리가 풀린 가무드라몬이 진화한 모습. 특수 러버 장갑을 입어, 거대화 한 날개로 고속 비행 능력도 손에 넣었다. 꼬리의 테일안카가 무기.
메탈티라노몬
- 성우: 키시오 다이스케 / 한상덕

나우진이 처음으로 헌트 한 디지몬. 디지쿼츠로 료우마들에게 표적이 되고 있었지만, 아스타몬도 치우는 파워를 과시했다.
그 후 나우진, 가무드라몬과 싸워 가무드라몬의 꼬리를 긴고아 맞다 씹어 부수지만, 초진화한 알레스타드라몬에 의해서 쓰러져 타기루에게 포획된다. 방어력이 뛰어나는 반면, 민첩한 상대를 골칫거리로 하고 있다.
사고몬
- 성우: 치바 시게루 / 변영희

갓파와 같은 외관의 디지몬으로, 기성을 발하는 것이 특징.
초등학교에서 ‘사라지고 싶다’ 등과 네가티브인 감정을 안고 있는 아이들을 찾아서는 디지쿼츠로 끌여들이고 있던 디지몬. 그렇지 않아도 민첩한 움직임을 자랑하고 있었지만, 더해 ‘사라지고 싶다’라고 바라는 아이들의 마음을 이용해 자취를 감추는 능력을 얻은 것으로 한층 더 강화되어 타기루들을 괴롭혔다. 그러나 달려 든 샤우트몬의: 가세도 있어 만회해져 최후는 나우진에 의해서 포획되었다.
기가브레이크드라몬
- 성우: 키시오 다이스케 / 김혜성

피노키오몬이 히노키 토키오(성우: 오카무라 아케미)들 로봇부의 인간을 부추겨 만들어내게 한 디지몬. 강대한 파괴력을 가지지만, 아직 미완성이기 위해서 폭주하고 있어, 료우마는 ‘제어 할 수 없는 디지몬은 불요’로서 손을 잡아 당기고 있다. 최후는 나우진이 포획했다.
블로서몬
- 성우: 쿠사오 타케시 / 문유정

스도우 미호(성우: 미즈하시 카오리)의 마음의 어둠에 매료되어 나타난 디지몬. 통상의 브롯사몬과는 색이 달라, 렌 가라사대 드문 종류인것 같다. 미호의 ‘성적 상위자를 시기한다’기분을 이용하고 있었다. 다수의 촉수에 의한 강력한 구속 공격이 뛰어나고 있어 렌도 애를 먹고 있었다. 미호가 개심한 것으로 동요한 것을 반격해져 크로스하트의 제휴에 진다. 최후는 나우진이 포획했다.
코테몬
- 성우: 나야 로쿠로 / 안효민

켄자키 무사시(성우: 오우라 후쿠카)에 검을 가르친 디지몬.디지쿼츠에 있으면서, 이성을 잃지 않았었다. 온화한 성격이며, ‘힘’을 추구한 나머지 폭주하는 무사시에 ‘진짜 힘을 배웠으면 좋겠다’라고 하는 소원으로부터, 타기루에도 검술을 가르치고 있다. 렌에 의해서 헌트의 대상으로 해서 표적이 되지만, 습격한 야차몬을 타도하기 위해서 타기루의 크로스로더로 스스로 들어가, 그대로 동료가 되었다.
퍼그몬
- 성우: 니시무라 치나미 / 김도영

오코노미야키의 냄새를 아주 좋아하는 디지몬. 점주를 디지쿼츠로 끌여들여, 오코노미야키를 굽게 하고 있었지만, 나우진에 의해서 포획 되었다.
후에 퍼그몬의 탓으로 쟈가몬의 헌트에 실패했을 때에 나우진과 가무드라몬이 일시적으로 싸움 헤어져하는 원인을 만들었다.
나우진이 오코노미야키를 먹이면 왜일까 체색이 희어져 증식 해 폭주해, 온 마을의 요리점을 디지쿼츠로 끌여들였지만, 가무드라몬의 활약에 의해서 원래대로 돌아가, 반성해 크로스로더로 돌아왔다.
하피몬
- 성우: 사쿠라이 타카히로 / 안효민

노유라의 아버지의 딸을 생각하는 기분에 담그어 나쁨을 하고 있던 디지몬. 노유라에 가까워지는 남자를 배제하기 위해, 노유라의 주변에서 괴현상을 일으키고 있었다. 제트메르바몬을 격퇴하는 등 강력한 디지몬에서 만났지만, 최후는 알레스타드라몬과 스패로우몬의 디지크로스에 의해서 져 나우진이 포획되었다.
프레이위자몬
- 성우: 사카구치 다이스케 / 신경선

사람의 의지를 빨아 들여 자신 힘으로 하는 능력을 가지는 디지몬. 의지를 빨아 들인 인간의 성격이나 성질을 자신에게 반영할 수도 있어 타기루의 것을 빨아 들였을 때는 히어로같은 불굴의 정신을 얻고, 샤우트몬들을 괴롭혔다. 그러나 타길이 새로운 의지를 염출한 것으로 역전되어 포획된다.
오거몬, 푸가몬
- 성우: 오오토모 류사부로 / 김혜성(오거몬), 타카도 요스히로 / 이현(푸가몬)

디지쿼츠로 라면점을 경영하고 있던 2마리의 디지몬. 특제의 격신 라면이, 너무 매운 스프의 탓으로 디지쿼츠로 유행하지 않고, 해결책으로서 인간을 이용하는 것을 생각해 라면 점주의 카츠지(성우: 야마자키 타쿠미)를 디지쿼츠로 끌여들인다. 2마리가 친 코시가 있는 면은 원래 완성도가 높고, 카트지의 특제 스프와 조합하는 것으로 화제성이 있는 맛있는 맛이 되지만, ‘맛있다’라고 해지는 것에 쾌감을 느끼기 때문에 조금이라도 불만을 말하는 손님이 있으면 ‘맛있다’라고 하듯이 위협하는 등 나쁜 징조가 나오기 시작한다. 그 후부를 되찾으려고 하는 카츠지의 아들 마사루(성우: 우라와 메구미)과의 라면 승부에 져 격앙 해 싸움이 되지만 타기루에 쓰러져 2마리 모두 포획된다. 2마리 모두 뿌리는 나쁜 성격이 아니고, 포획 된 다음은 카트지에 ‘좋다면 면을 만드는 방법을 가르친다’라고 협력적인 태도가 되었다.
페레스몬
- 성우: 호리카와 료  / 이현

타길의 클래스의 전학생의 타무라 마코토(성우: 코바야시 유우)의 전에 나타난 디지몬. 천사를 자칭해, 친구를 갖고 싶다고 하는 마코토의 소원을 실현한다고 말해, 타기루와 강태성 이외의 전학생을 조종해 ‘친구’라고 했다. 진정한 목적은 조종한 사람들을 디지털 데이터화 해, 스스로 일체화시키는 일이었다. 마코토 이외를 흡수하는 것도, 타기루의 설득에 의해 마코트가 제정신을 되찾으면, 타천사의 본성을 나타내 모습 있어 걸렸지만, 알레스타드라몬과 오메가샤우트몬에 쓰러져 타기루에 포획되었다.
베츠몬
- 성우: 키시오 다이스케 / 김혜성

디지털 월드 1의 괴도를 자칭 하는 디지몬. 이전에는 좀도둑이었지만, 가무드라몬에 찾아내져서 파트너가 되어, 그를 형이라고 불러 그리워하고 있었다.가무드라몬과 함께 디지털 월드안을 날뛰어 돌고 있었지만, 강대한 고크몬과 대치했을 때, 가무드라몬을 버려 혼자서 도망쳐버린다. 그 후, 디지쿼츠에 떨어지고 기억을 잃어 변장으로 헌터를 속이고 의복을 빼앗아 날뛰고 있었다.
사람을 가로채 공장에서 인형을 만들게 하고 있었지만, 당초 싸우는 것을 망설임 진화할 수 없고 있던 알레스타드라몬에 쓰러져 헌트되었다. 헌트된 일에 의해, 기억이 돌아와, 가무드라몬과도 화해한다.
에카키몬
- 성우: 야마구치 갓페이 / 김도영

그림을 얕보는 일로 그려진 것을 실체화시키는 능력을 가지는 디지몬. 그림을 그리는 것을 좋아하는 타길의 동급생의 쇼우타(성우: 노다 쥰코)의 상상력에 매료되어 나타나고 그가 그리는 UMA를 실체화시키지만, 타기루들의 디지몬에 의해서 지워져 버린다. 화낸 쇼우타가 그린 최강의 UMA를 실체화시키는 것도, 제어하지 못하고 폭주한다. 그 다음은 타기루들에게 협력해, UMA를 넘어뜨린 다음은 반성해, 스스로 타기루의 크로스로더에 들어갔다.
드라고몬
- 성우: 이이즈카 쇼조 / 한상덕

‘바다의 재앙의 신 디지몬’이라고 불리는 흉포한 디지몬. 해저의 디지쿼츠의 보물인 디지타마와 그것을 지키는 프레시오몬을 흡수해, 힘을 얻으려 하고 있었다. 층층나무를 조종해 결계를 해제시켜, 프레시오몬에 강요하는 것도, 크로스업알레스타드라몬과 잠수몬의 공격에 의해서 쓰러져 포획 되었다. 아이루에 있어서는 ‘귀엽지 않은, 오히려 심하다’같다.

#### 노유빈의 크로스로더
다메몬
- 성우: 키쿠치 마사미 / 이재범

리리스몬의 애완동물. 스카몬을 닮은 모습을 하고 있어, 등을 타고 있는 것은 파트너의 츄츄몬. 미츠모토사의 전략에 일이 있을 때마다 ‘다메다메!’라고 안 됨 내밀기를 한다.
토에이 애니메이션 공식 사이트 등에서 이름이 일반 모집되어 이 이름으로 정해졌다. 이름이 정해질 때까지는 ‘?몬’이라고 표기되고 있었다.
츠와몬의 가짜의 모습으로, 다크나이트몬의 명령에 의해 바그라군에 잠입하고 있다.
59화(3기 5화)부터 다시 부활해 크로스하트의 동료가 되고, 초진화하면 츠와몬으로 진화하게 된다.
츠와몬
다메몬의 진정한 모습.
평상시는 바그라군의 리리스몬의 애완동물 대신 되면서 바그라군의 정보나 동향을 스파이 해 다크나이트몬에 흘리고 있다.한편, 블래스트몬을 넘어뜨리게 하기 위해, 역부족에 고민하고 있던 샤우트몬의 특훈에 교제한 일도 있다.초기와 만화판에서는 영어교사리의 어조이지만, 그 이후는 사무라이 어조로 이야기하고 있다.
만화판에서는 네네의 감시역으로서 부등이라고 내려 레인존으로의 싸움으로 처음으로 모습을 나타내, 다크나이트몬을 지원했다.
다른 군의 일광이 맞지 않는 곳에서, 다크나이트몬과 함께 무엇인가 기도했지만, 50화(2기19화)에서 죽게 되었다.
현재는 부활한 다메몬이 초진화로 볼 수 밖에 없다.
슈퍼스타몬
- 성우: 미츠야 유지 / 신경선

고급 호텔의 디지쿼츠를 거점으로 하는 디지몬. 스타몬 가라사대 ‘가장 김이 좋아서 쿨한 놈이 진화 할 수 있다’라고 하는 존재. 자신이 인정한 슈퍼스타를 유괴해, 디지쿼츠에 콜렉션 있어, 강태성도 콜렉션에 가세하려고 하지만, 헌터들의 제휴에 의해 계획이 실패.최후는 노유빈에 의해서 헌트되었다. 헌트된 다음은 솔직하게 패배를 인정해 지시에 따르는 것을 승낙했다.

### 블루 플레어

#### 차도혁의 크로스로더
그레이몬 XVer.
- 성우: 쿠사오 타케시 / 리동훈

차도혁의 부하의 티라노사우르스타입의 공룡형 디지몬. 바이러스종의 개체와 같게 체색이 푸르고, 직립 자세로부터 공룡인것 같은 앞쪽으로 기움 자세가 되어, 코끝의 모퉁이가 금속의 칼날이 되어, 2개가 구부러진 모퉁이의 사이에는 금속 장갑, 꼬리의 끝에는 칼날이 추가되는 등 디자인이 약간 차이가 난다.
흉포한 성격이지만, 한 번 생명을 구해진 샤우트몬에 대해서 빌린 것을 돌려주려고 하거나 힘이 약하면서도 바그라몬으로 향하려고 하는 드라코몬의 모습에 감화 되는 등 인정이 두텁고 의리가 있는 면도 가진다.
사용하는 기술은 '블래스트 테일' 등.
메탈그레이몬 XVer.
X의 그레이몬이 메일버드라몬과 조그레스 진화한 형태.
지크그레이몬
X의 메탈그레이몬이 궁극진화한 형태.
메일버드라몬
- 성우: 키시오 다이스케 / 심규혁

차도혁의 부하의 맹금 타입 비행형의 머신형 디지몬.차도혁의 심복으로 하고, 그의 이동 수단도 겸한다.흉포한 X의 그레이몬에 대해 냉철한 성격.
사용하는 기술은 골레몬과 디지크로스 했을 때에 사용하는 ‘트라이던트 테일’ 등.
사이버드라몬 XVer.
- 성우: 쿠사오 타케시

차도혁의 부하의 디지몬.
사용하는 기술은 ‘데스디바이타’‘사이버 브레다-’ 등.
샌드존에서의 브라스트몬과의 싸움으로 첫 등장.
만화판에서는 차도혁이 다크나이트몬을 습격할 때에 첫 등장. 보통의 디지몬보다 훨씬 더 높은 지능을 가지고 있지만, 사고의 시스템이 다르기 위해서 의사의 소통은 곤란하다.강자를 요구해 디지털 월드를 방황하고 있던 것을 그레이몬과 만나 3일밤낯싸우다, 자연스럽게 서로의 말하고 싶은 것을 알 수 있게 되었다는 것.
메탈그레이몬 XVer. ＋ 사이버런처
X의 메탈그레이몬이 크로스워즈의 사이버드라몬과 강화무장한 형태. 필살기술은 ‘사이버기간틱런처’와 ‘코로날·매스·에제크션’.
더스트존에서 탄크몬들을 격퇴할 때에 첫등장.
골레몬
성숙기. 차도혁의 부하 디지몬. 메일버드라몬과 디지크로스 하지만 빨리 해제되어 발길질로 되는 등 일회용의 강화 파트 정도의 취급 밖에 되어 있지 않다. 애니메이션판 제2기로는 가오스몬, 봄몬과 같이 블루 플레어의 잡병으로서 다수에 등장하고 있다.
데커드라몬
- 성우: 야다 코지 / 한상덕

포레스트 존에 존재하는 전설의 디지몬으로, 거대한 악어의 로봇과 같은 모습을 가진다.평상시는 성역의 안쪽의 제단 위에서 자리 잡고 있지만, 다른 사람의 강한 “사랑의 마음”(남녀 사이의 연애 감정에 한정하지 않고 뭔가의 강한 마음 그 자체)에 반응해 그 도와준다고 말해지고 있다.그 힘을 얻으려고 한 트와일라잇의 다크나이트몬을 거절했지만, 자신은 차도혁의 마음에 강한 사랑을 느꼈다고 해서 그에게 코드 크라운을 건네주어, 블루 플레어에 가입한다.
데카그레이몬
X의 메탈그레이몬이 데카드라몬과 디지크로스한 강습 돌격형태. 다수의 적에게 복수의 필살기술을 동시에 사용하는 것이 성과 1체로 군단을 상대가 싸울 수 있을 만한 힘을 가진다. 사용하는 기술은 ‘플라즈마 데커드런처’ .
가오스몬
차도혁의 부하의 파충류형 디지몬. 다수 내려 블루 플레어의 잡병으로서 존재하고 있다.
봄몬 XVer.
차도혁의 부하의 디지몬. 다수 내려 블루 플레어의 잡병으로서 존재하고 있다.
드라코몬
- 성우: 우라와 메구미 / 박신희

성장기. 원래는 드래곤랜드의 바그라군 소속이었지만, 싫증이나 탈주. 추격자가 추적하고 있었던 것을 크로스하트가 구해진다.
드래곤랜드의 지하에 도주용의 샛길을 많이 파고 있다. 크로스하트의 멤버의 구출시는 힘이 약하면서도 용의 프라이드를 가져 강태성들에게 협력해, 그 모습을 본 차도혁의 자랑을 되찾게 했다. 도르빅크몬 격파 후는 블루 플레어에 가입했다.

### 헌터의 소유 디지몬
3기부터 등장하는 크로스하트에 관계하지 않는 디지몬 헌터의 소지 디지몬.

#### 최지석의 크로스로더
사이케몬
- 성우: 사쿠라이 타카히로 / 이현

료우마의 소지하는 파트너 디지몬. 등장할 때는 기본적으로 아스타몬의 모습이기 때문에 등장횟수가 메우 드물다.
아스타몬
- 성우: 사쿠라이 타카히로 / 이현

사이케몬이 초진화한 형태. 그의 본모습이다.

#### 한정호의 크로스로더
드라큐몬
- 성우: 키시오 다이스케 / 이장원

렌의 소지하는 디지몬.
야챠몬
드라크몬이 초진화한 모습(실제 진화형은 상굴몬). 쌍수검으로 싸운다. 드라크몬때부터 호전적인 성격이 되어, 말수도 많아진다.
프테라몬
렌의 소지하는 디지몬. 주로 탈것으로서 사용되고 있다.
피코데비몬
렌이 마지막으로 잡은 디지몬

#### 서채린의 크로스로더
오포서몬
- 성우: 시라이시 료코 / 박신희

아이루의 소지하는 파트너 디지몬.
쵸하카이몬
오포서몬이 초진화한 디지몬.
캔드몬
아이루가 소지하는 디지몬.
파라사이몬
- 성우: 토비타 노부오 / 이유리

아이루가 소지하는 디지몬.

### 바그라제국
바그라몬
- 성우: 쿠사오 타케시 / 안장혁

바그라군의 황제. 다크나이트몬의 형으로, 궁극의 파괴의 날 ‘D5’의 실현을 목론.

다크네스바그라몬
바그라몬이 다크나이트몬과 강제디지크로스한 형태.
스컬나이트몬
- 성우: 코스기 쥬로타 / 정재헌

바그라몬의 동생으로, 그와 함께 D5의 실현을 도와준다.
데들리액스몬
스컬나이트몬의 의동생으로, 탑승이 가능하다.

다크나이트몬
스컬나이트몬이 데들리액스몬과 디지크로스한 형태.

무쏘나이트몬
다크나이트몬이 츠와몬과 디지크로스한 형태.

#### 삼원사
택티몬
- 성우: 시마다 빈 / 이동훈

바그라제국의 삼원수의 1명. 좋아하는 말은 퍼팩트.
블래스트몬
- 성우: 키시오 다이스케 / 고구인

바그라제국의 삼원수의 1명.
리리스몬
- 성우: 쿠와시마 호코 / 유지원

바그라제국의 삼원수의 1명이자 7대마왕중의 하나.

#### 7장군 / 데스제네럴
재통합 후의 디지털 월드의 각 랜드를 지배하는 ‘데스제네럴’이라고 불리는 디지몬들. 다크나이트몬으로부터 양산형 다크니로더를 받아디지크로스의 힘을 조종한다.
도르빅크몬
- 성우: 호리 히데유키 / 박영재

드래곤랜드를 지배하는 7장군의 한 명. ‘화열의 도르빅크몬’이라고 불려 주위의 지형을 조종하는 능력을 가진다.
땅의 이익을 살린 싸움을 자랑으로 여겨, ‘철저하게 적을 쫓아, 둘러싸, 다 굽는다 ‘를 필승 전법으로 하고 있다.판롱몬과 디지크로스 하는 일로 다크네스모드가 된다.룡고의 꽃의 화분을 골칫거리로 한다.
오메가샤우트몬을 압도해, 잡은 크로스하트의 멤버를 처형하려고 했지만 강태성들에게 막아진다. 부하의 디지몬들을 디지크로스 시켜 강태성들에게 덤벼 들지만, 지크그레이몬에 패배해, 버리기 대사를 남겨 소멸했다.
네오묘티스몬
- 성우: 쿠로다 다카야 / 이광수

뱀파이어 랜드를 지배하는 7장군의 한 명. ‘월광의 네오묘티스몬’이라고 불려 불사의 힘을 가지는 뱀파이어 디지몬.
부하들과 디지크로스 하는 일로 다크네스모드가 되어, 더욱 메탈그레이몬을 강제 디지크로스 시켰다. 그 후 샤우트몬과 로프몬을 수중에 넣지만, 흰 로프몬의 힘에 의해서 디지크로스가 풀린다. 그 때 불사의 힘의 근원인 로프몬들을 잃어, 샤우트몬 DX에 패배. 머리 부분만의 상태로 살아 남고 있었지만, 베르제브몬에 짓밟혀 소멸했다.
자미엘몬
- 성우: 야오 카즈키 / 김호성

허니랜드를 지배하는 7장군의 한 명. ‘목정의 자미엘몬’이라고 불려 통상의 디지몬보다 훨씬 작은 몸을 가진다. 디지몬의 부의 에너지로부터 태어나는 디지허니가 좋아하는 것. 남매인 메르바몬과 이그니트몬을 싸우게 하는 등 성격은 잔인.
실은 거대한 몸의 소유자이지만, 너무나 거대하고 너무 강하기 위해서 적을 곧 쓰러뜨려 버린다고 하는 이유로부터, 디지허니로 작은 몸이 되어 있었다.거대한 상태에서도 고속 이동을 할 수 있다.
강태성들의 작전에 의해 디지허니를 섭취할 수 없게 되어, 거대한 모습이 되고 나서도 압도했지만, 고속 이동 직후의 일순간의 틈을 찔려 샤우트몬 DX에 패배해 소멸했다.
스플래시몬
- 성우: 미도리카와 히카루 / 성완경

사이버랜드를 지배하는 7장군의 한 명. ‘수호의 스플래시몬’이라고 불리고 물을 조종해, 자재로 모습을 바꿀 수가 있다. 또, 자신의 신체의 일부로부터 ‘드립핀’을 만들어 내는 능력을 가진다. 부하마저도 믿지 못하고, 사이버 랜드의 바그라군은 모두 드립핀에 조종된 모조품의 디지몬이었다.
드립핀을 사용해 사이버 랜드의 주민을 싸우게 해 전멸시켰다. 강태성들로부터 부의 에너지를 끌어 낼 수 있도록, 드립핀을 이용하고 함정을 건다. 함정의 존재에 감 붙어지면, 차례차례로 모습을 바꾸어 강태성들의 앞에 나타나고 정을 끊으려고 하지만, 차도혁에 의해서 정체를 간파해진다.
모든 드립핀을 흡수해 거대화 해, 더욱 슈트를 벗어 범과 같은 진정한 모습을 나타낸다. 물의 신체는 타격이나 충격, 광선의 공격을 막지만, 증발만은 막지 못하고, 샤우트몬 DX의 ‘치우침 이브 비트 락 배신’의 성스러운 불길을 받아 소멸했다.
오레그몬
성우: 시오야 코조 / 유해무
골드랜드를 지배하는 7장군의 한 명. ‘금적의 오레그몬’이라고 불려 금적단으로 불리는 해적단을 결성하고 있다. 평상시는 금적호로 불리는 배로 항해하고 있다. 데스제네럴내에서는 드물게 동료를 소중한 존재로 생각하고 있어 그 생각도 진짜이다.다만 적에 대해서는 냉혹한 일면도 가진다(본인 가라사대 ‘악당이니까’). 바리스타몬을 만든 장본인이기도 하다. 무기는 연결이 가능한 도끼. 체내에 보상을 들어, 도끼나 수르트 · 요르문간드라고 하는 마인을 수납하고 있다.
특수한 음계를 구사하고 디지몬을 조종할 수 있어(조종된 디지몬은 눈이 소용돌이상이 된다), 이 능력으로 크로스하트의 디지몬을 손에 넣는 것을 획책. 감쪽같이 샤우트몬들을 세뇌하지만, 일순간 세뇌가 풀린 샤우트몬의 공격으로부터 세뇌를 단념한 강태성의 책에 의해 세뇌가 해제되어 버린다. 그러나, 그것도 책중에서 바리스타몬을 손에 넣는 것에 성공한다.
바리스타몬을 다크보류몬에 각성 시킨 후에 강태성을 잡지만, 강태성이 구출된 것으로 형세 역전되어 동료를 차례차례로 쓰러져서 가 스스로가 바리스타몬에 붙인 기능을 반대로 이용되어 강태성들 동료의 정의 힘을 칭하면서 소멸했다.
적이면서 그 인품 이유나 그의 최후에는 강태성은 ‘만약 적으로서 만나지 않으면…’이라고 말을 바쳤다.
그라비몬
- 성우: 나카하라 시게루 / 하성용

캐니언랜드를 지배하는 7장군의 한 명. ‘토신의 그라비몬’이라고 불린다. 지크그레이몬의 기술을 한방에 박살내버리는 모습으로 도르빅크몬 이후 강력한 힘을 보여주지 못했던 데스 제너럴들 중에서 오래간만에 강력한 힘을 보여주었으며 게다가 가장 단순하며 효율좋은 인해전술 전략을 이용하였다. 샤우트몬X7의 등장으로 전투가 시작되자마자 순살될줄 알았으만 성안에 숨겨놓은 코어의 힘으로 무한재생이 되는 것이 밝혀졌다. 하지만 막상 소멸되기 직전에 자신의 코어를 타이키의 팔에 숨겨두어서 타이키의 목숨을 담보로 키리하의 크로스로더를 강탈하여 키리하를 죽이려 하였으나 타이키의 자신의 죽음은 그라비몬의 죽음이라며 공격을 대신 받았다. 이에 당황한 그라비몬은 급히 코어를 타이키의 팔에서 빼냈으나 밖에 노출된 코어는 샤우트몬X7의 공격을 받고 소멸되기 시작했으며 결정적으로 키리하가 코어를 부숴버려 결국 그라비몬은 완전히 소멸되어버린다.
아폴로몬
- 성우: 타나카 히데유키 / 장민혁

7장군의 한 명이자 올림포스 12신중의 하나. ‘일륜의 아폴로몬’이라고 불린다. 유일하게 정의의 마음을 가졌다. 자기가 위스퍼드에게 지배당하기 직전에 자신의 오른팔을 망가뜨려 위스퍼드가 사용하지 못하도록 했다. 그 이유는, 바그라몬의 눈을 피하기 위해 일단 디지몬들의 부의 에너지를 모아야 했던 상황으로 어느정도의 고통만 받으며 죽지 않는 정도의 벌만 내리고 있었는데, 그조차도 자신을 용납할 수 없었던 아폴로몬은 국민 한 명이 죽을때마다 스스로 자신의 오른팔에 상처를 입히고 있었던 것. 유우가 패배하자, 다크나이트몬을 불신하게 된 것인지 죽어가던 리리스몬과 블래스트몬을 디지크로스시켜 바그라군 간부고 연합군이고 다 죽이려 하지만, 살아남은 타이키일행과 다시 돌아와 최후의 대결을 펼친다. 원래의 인격을 방패로 내세우는 등의 비겁한 전술을 쓰다가 그게 안 먹히자 브라이트 랜드를 파괴하기 위해 프리더 마냥 한탄의 태양을 떨구려다가 원래의 인격이 망가졌던 오른팔을 움직여서 저지시킴과 동시에, 때맞추어 이루어진 X7의 공격으로 소멸한다. 원래의 인격은 소멸 직전, 바그라몬의 위험성을 아이들에게 가르쳐준다. 하지만, 다크나이트몬의 예토전생 다크 스톤의 힘으로 다른 데스제네럴과 함께 부활. 이때는 다크나이트몬의 꼭두각시로 행동했으며 이후에 다른 데스 제네럴들과 함께 그랜드제네라몬으로 합체한다. 다크나이트몬의 인간도에 당한 혼빼기에 당한 타이키가 전송된 프리즌 랜드에서 위스퍼드가 등장. 데스제네럴의 리더를 하려다가 다른 6인으로부터 씹히고,[7] 다시 일어선 샤우트몬X3에 두들겨맞는 굴욕을 당하다가 동료의 가치를 인정한 것이 계기가 되어 정의의 마음이 어느정도 각성하면서 위스퍼드 내부의 본래의 아폴로몬이 각성한다. 이후에 위스퍼드는 본래의 아폴로몬을 애로우 오브 위스퍼드로 아폴로몬을 없애려고 했지만 아폴로몬이 공격을 막아내면서 위스퍼드를 포보스 블로우로 보내버리고, 타이키 일행의 정신을 솔 블래스터를 이용해 원래의 세계로 보내주면서 5인의 데스제네럴의 공격을 받아 다시금 희생하게 된다. 최종결전에서 타이키의 코드크라운의 힘으로 함께 바그라군을 배신한 오레그몬, 그레이드몬과 함께 부활하게 되고, 샤우트몬을 중심으로 모든 디지몬과 함께 샤우트몬X7 슈페리어 모드로 파이널 크로스하여 다크네스 바그라몬을 쓰러트린다.